# Waxey Gordon

Waxey Gordon, 1933

Waxey Gordon, eigentlich Irving Wexler (* 19. Januar 1888 in Manhattan, New York City; † 24. Juni 1952 auf Alcatraz, Kalifornien), war ein amerikanischer Mobster, der heute der Kosher Nostra zugerechnet wird. Während der Prohibition in den Vereinigten Staaten von 1919 bis 1932 war er einer der größten Organisatoren des Alkohol-Schmuggels an der amerikanischen Ostküste.

## Leben
Gordon wurde als Sohn polnischer Einwanderer in der Lower East Side von Manhattan geboren. Bis heute sind unterschiedliche Geburtsdaten in Umlauf; auf seinem Grabstein wurde der 19. Januar 1888 eingraviert.
Er verdingte sich zunächst als geschickter Taschendieb, was ihm seinen Spitznamen „Waxey“ einbrachte. Benny „Dopey“ Fein nahm ihn Anfang der 1910er Jahre in seine Bande auf, deren Mitglieder bei Arbeitskämpfen und Streiks im Garment District der Stadt als Schläger angeheuert wurden. Waxey kümmerte sich insbesondere um die Glücksspielaktivitäten der Bande; so soll er bis 1914 alleine rund 100.000 US-Dollar aus diesen Aktivitäten angesammelt haben.
Er half bei der Organisation der Bande und galt als der „Power-Broker“ des Glücksspiels im Garment District, wodurch Arnold Rothstein auf ihn aufmerksam wurde und ihn zu Beginn der Alkoholprohibition für eigene Zwecke anheuerte. Allerdings wurde Gordon nicht direkt Mitglied im Broadway Mob, sondern bildete eine der Säulen der Seven Group und kontrollierte die Ostküste der USA und New Jersey.
Er schmuggelte große Mengen von Whiskey über die kanadische Grenze und betrieb mehrere Brauereien und Destillerien. Mit einem Jahreseinkommen von 2 Mio. US-Dollar logierte er in Hotels von Manhattan bis Philadelphia und verfügte dort über entsprechende Mansardenwohnungen.
Vermutlich kontrollierte er mit seiner Organisation mehr Alkohol als entsprechende Banden der amerikanischen Cosa Nostra. Die Stadtteile, die nicht vom Broadway Mob versorgt wurden, versorgte Waxey Gordon mit seinem billigen Fusel. Im Stadtgebiet von New York City beherrschte die Kosher Nostra ohnehin 70 % des Schwarzmarktes, die Cosa Nostra 25 % und der Rest wurde durch irische Banden oder sonstige Gruppen betrieben.
Als Arnold Rothstein 1928 ermordet wurde, begann die Machtbasis von Gordon zu zerfallen. Er ging zwar eine Allianz mit Lucky Luciano, Meyer Lansky und Louis Buchalter ein, doch gerieten beide Seiten trotzdem immer wieder aneinander und zahlreiche Angehörige beider Seiten wurden ermordet. So setzte Gordon 1932 die drei Fabrazzo-Brüder auf Bugsy Siegel an; dieser überlebte und tötete einen der Brüder persönlich.
Ein Jahr später, am 12. April 1933, ermordeten Unbekannte Gordons Geschäftspartner Max Hassel und Max Greenberg in einem Hotel in Elizabeth, New Jersey. Gordon selbst entging nur knapp dem Mordanschlag. Zum Zeitpunkt der tödlichen Schüsse hatte er das Hotelzimmer bereits verlassen. Knapp drei Jahre später wurde Frankie Carbo – Mitglied der Murder, Inc. und Bekannter von Bugsy Siegel – wegen der mutmaßlichen Begehung der Tat von New York verhaftet. Carbo wurde nach sechs Monaten Untersuchungshaft wegen mangelnder Beweise und eines unglaubwürdigen Belastungszeugen wieder auf freien Fuß gesetzt.
Lansky und Luciano, 1933 selbst unter Druck durch Thomas E. Dewey, versorgten den Staatsanwalt mit Informationen. Gordon konnte nun kaum erklären, mit welchen Mitteln er sein Imperium finanziert und warum er bisher keine Steuern gezahlt hatte. Er wurde deshalb im selben Jahr zu 10 Jahren Gefängnis verurteilt.
Gordon hatte – wie alle Angehörige der Kosher Nostra – immer versucht, seine Familie aus seinen illegalen Geschäften herauszuhalten. Als sein Sohn bei einem Autounfall starb, geriet seine Ehe mit der Tochter eines Rabbi in die Krise.
Als er freigelassen wurde, war seine Organisation zerstört, was er selbst vor Journalisten mit den Worten quotierte: „Waxey Gordon ist tot, trefft Irving Wexler, den Geschäftsmann“. Er ging alleine nach Kalifornien und zog dort während des Zweiten Weltkrieges einen großangelegten Schwarzmarkt mit Zucker auf, was ihn auch in Kontakt mit dem Drogenhandel brachte, dessen Schmuggel damals häufig mit Zuckerhandel getarnt wurde.
1951 konnte ihm dann der Handel mit Heroin nachgewiesen werden, da er an einen verdeckten Ermittler verkauft hatte. Er wurde zu 25 Jahren Haft verurteilt und auf die Gefängnisinsel Alcatraz verbracht, wo er 1952 an Herzversagen starb.